# Alsótold
Alsótold is een plaats (község) en gemeente in het Hongaarse comitaat Nógrád. Alsótold telt 268 inwoners (2001).